# Carrefour international de théâtre de Québec
Le Carrefour international de théâtre de Québec est une organisation à but non lucratif, fondée en 1991, dans le but d’offrir à Québec un événement théâtral de calibre international. De 1992 à 2008, le Carrefour international de théâtre a eu lieu tous les deux ans, au mois de mai, dans la ville de Québec. L'organisation présentait également le festival Théâtres d'Ailleurs lors des années impaires, de 1997 à 2007.
En 2009, le Carrefour international de théâtre est devenu un festival annuel.

## Programmation théâtrale
Le Carrefour présente une dizaine de spectacles en salle, choisis parmi le meilleur de la création théâtrale nationale et internationale, un volet de projets en création Les Chantiers - constructions artistique, ainsi qu'une foule d'activités et de rencontres. Depuis 2008, le festival propose également un évènement théâtral à grand déploiement, extérieur et gratuit.
À la hauteur des festivals des grandes capitales culturelles européennes, les programmations éclectiques proposées s’adressent tant aux amateurs qu'aux professionnels.
Pour la directrice artistique, Marie Gignac, la qualité artistique va de pair avec la qualité de la relation humaine. Les événements sont donc l’occasion d'échanges entre les artistes, entre le public et les artistes, entre les créateurs et les artisans d'ici et ceux du monde entier. 
Dans le souci que l’expérience de festival soit intense pour le public, les festivaliers sont invités tout à fait gratuitement à des lectures publiques, des forums de discussions, des cercles de critiques et des rencontres au ZINK, le Café-Bar du festival. Deux événements à dimension humaine où se côtoient professionnalisme et convivialité.

## Prix et récompenses
- Masques de la production étrangère, décernés par l’Académie québécoise du théâtre, en 1994, 1998, 2002 et 2004.